# Chiesa della Beata Vergine del Ponte

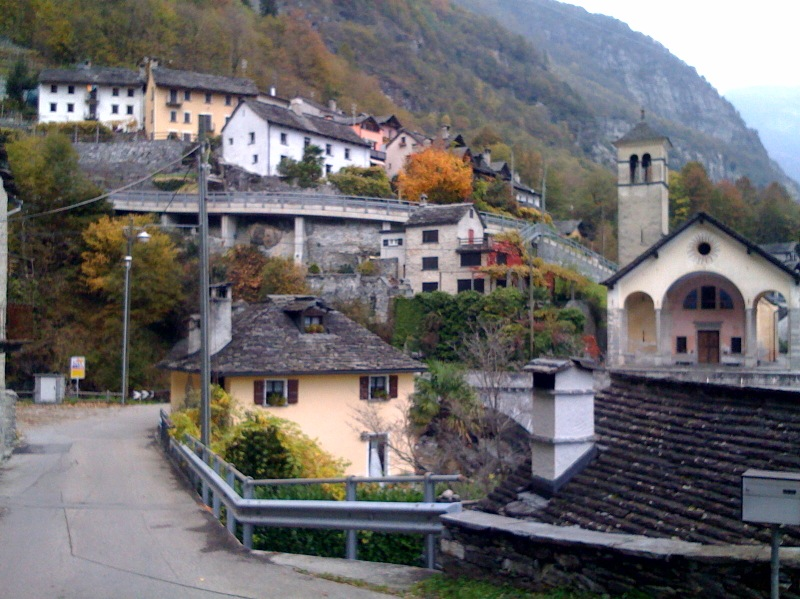
La chiesa della Beata Vergine

La chiesa della Beata Vergine del Ponte è un edificio religioso che si trova a Cevio, in Canton Ticino.

## Storia
Venne costruita nel 1615. Nel 1675 venne eretto il portico antistante la facciata. Nel 1713 venne aggiunto il coro.

## Descrizione
La chiesa ha una pianta ad unica navata, affiancata da cappelle laterali e ricoperta da una volta a botte.